# Culeolus recumbens
Culeolus recumbens är en sjöpungsart som beskrevs av William Abbott Herdman 1881. Culeolus recumbens ingår i släktet Culeolus och familjen lädermantlade sjöpungar.
Artens utbredningsområde är Södra Ishavet. Inga underarter finns listade i Catalogue of Life.